# Édouard Diodati
Alexandre-Amédée-Édouard Diodati, né le 31 juillet 1789 à Genève, mort le 12 juillet 1860 à Perroy, est un pasteur, chapelain des prisons, membre du Consistoire de Genève, et professeur de littérature, de philosophie et de théologie à l'Académie de Genève. Il est également poète et traducteur[réf. nécessaire]. 
Diodati a traduit de l’anglais en français[réf. nécessaire].

## Sources
- Edouard Diodati, dans le Dictionnaire historique de la Suisse.
- Ernest Naville, Le Professeur Diodati : notice biographique, Genève, Joël Cherbuliez, 1861.